# Истребитель-бомбардировщик

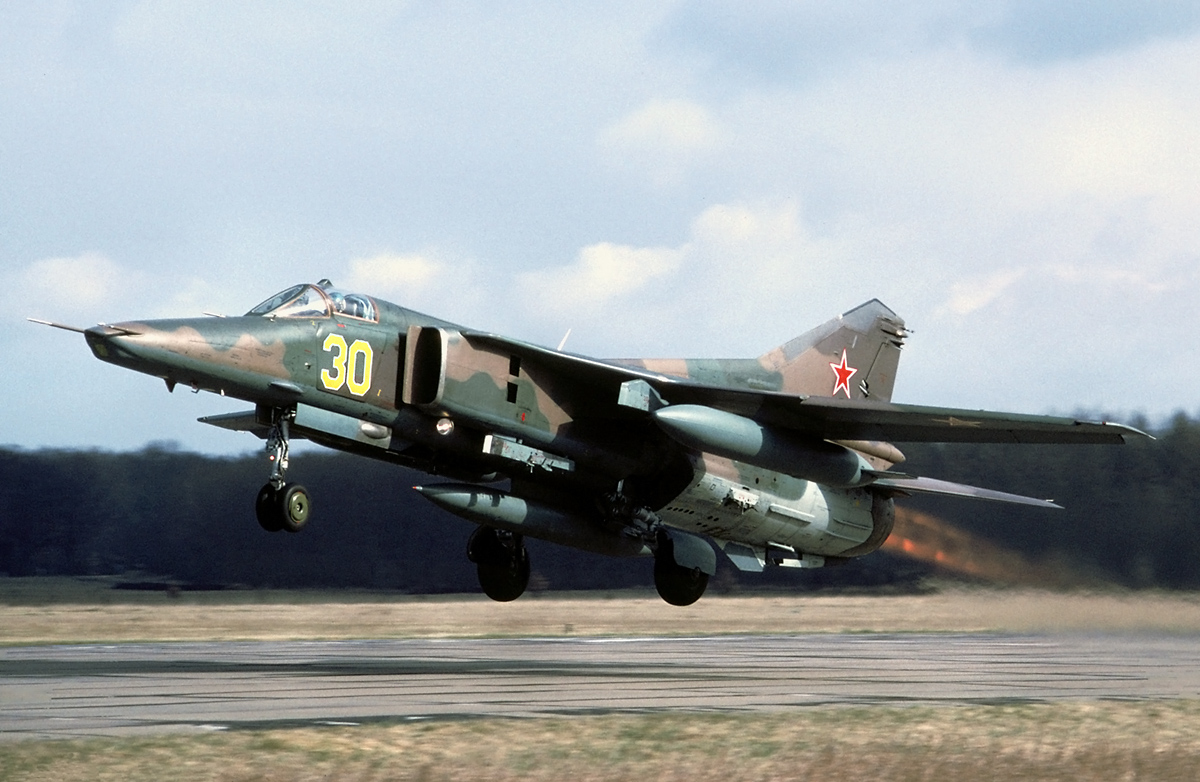
Истребитель-бомбардировщик МиГ-27.

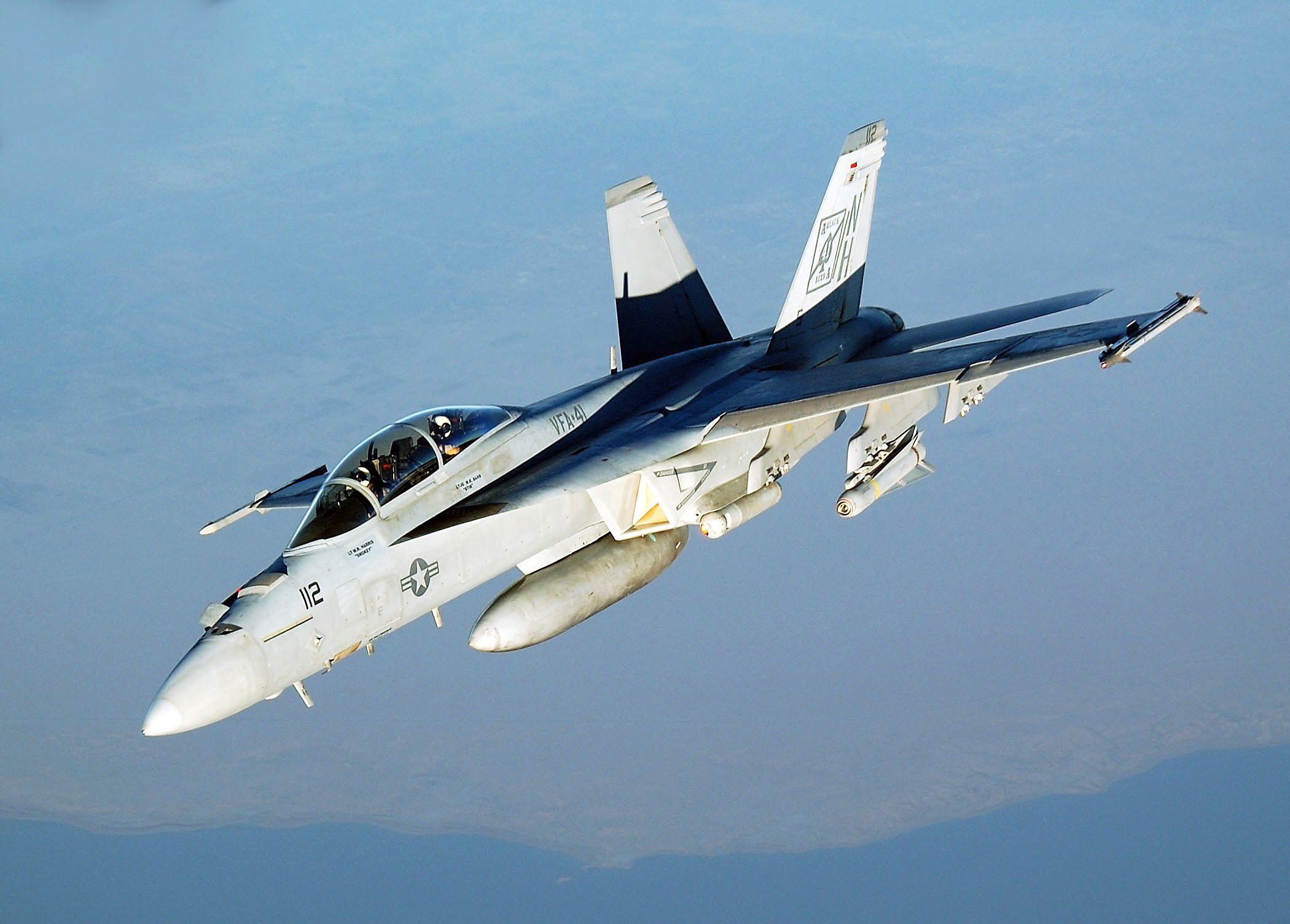
Истребитель-бомбардировщик F/A-18F Super Hornet.

Истреби́тель-бомбардиро́вщик — фронтовой (тактический) истребитель, способный наносить удары по наземным и надводным целям противника.
Такой самолёт сочетает качества истребителя и фронтового бомбардировщика, и как правило способен применять вооружение класса «воздух-земля». Основным отличием от штурмовика является ограниченная способность вести воздушный бой. Как правило, удары по наземным целям наносятся бомбардировщиками и штурмовиками под прикрытием истребителей. Истребители-бомбардировщики способны действовать без прикрытия, так как имеют и манёвренные характеристики, и вооружение, достаточное для противодействия истребителям противника и уклонения от огня вражеских средств ПВО. С другой стороны, бомбардировщики и штурмовики великолепно выполняют задачи по нанесению по наземному (морскому) противнику массированных авиаударов (в том числе по стационарным объектам и крупным боевым судам), но для свободной охоты за мобильным противником, таким как, например, одиночные танки или грузовые машины, те же бомбардировщики и штурмовики нередко просто неудобны. Напротив, истребитель-бомбардировщик, способный действовать без прикрытия, оптимален для выполнения такой задачи. Однако ещё одним недостатком истребителя-бомбардировщика в сравнении с обычным бомбардировщиком является более ограниченный боезапас для нанесения ударов по наземным целям.

## Поршневые истребители-бомбардировщики

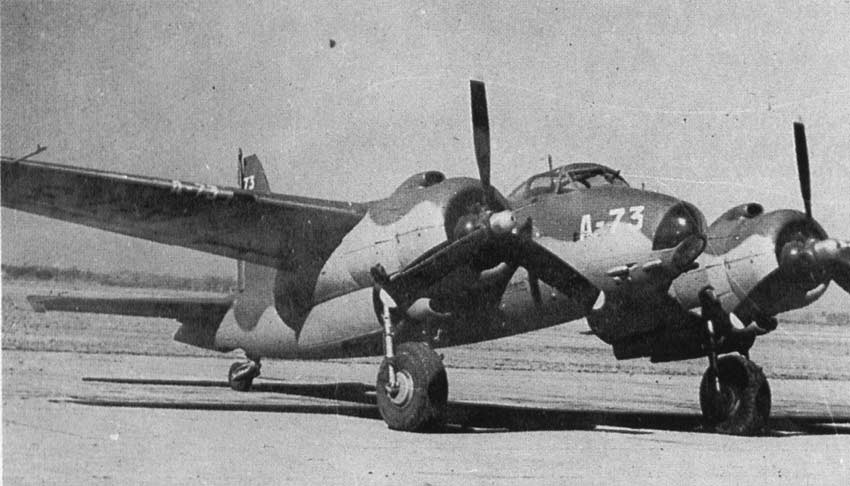
Аргентинский истребитель-бомбардировщик FMA I.Ae. 24 Calquín.

Первые истребители-бомбардировщики стали строиться ещё в эпоху поршневой винтомоторной авиации. Самые известные поршневые истребители-бомбардировщики:
- Messerschmitt Bf.110 и Messerschmitt Me.210;
- Dornier Do 335
- Spitfire (истребительно-бомбардировочная модификация);
- Bristol Blenheim;
- De Havilland Mosquito.

По замыслу создателей, поршневые истребители-бомбардировщики предназначались для использования в качестве универсальных самолётов, — для уничтожения воздушного и наземного противника. Однако на практике не всегда все было так гладко. И германские Bf.110 и Me.210, и британский Bristol Blenheim достаточно хорошо уничтожали вражеские бомбардировщики и транспортные самолёты и мобильного наземного противника (танки, автомашины, торпедные катера и прочие мелкие суда и так далее), но явно проигрывали одномоторным истребителям.
Также они проигрывали бомбардировщикам и штурмовикам в способности разрушать хорошо укреплённые наземные цели (мосты, фабрики, крупные боевые корабли), но хорошо дополняли бомбардировочные соединения в качестве эскортных истребителей, а также в качестве самолётов подавления ПВО.
В СССР практически все фронтовые истребители периода второй мировой войны, такие как И-16, ЛаГГ-3, МиГ-3 и прочие, могли нести на внешней подвеске обычно пару авиабомб, а в курс подготовки советских лётчиков входило упражнение по бомбометанию по точечным целям с глубокого пикирования. В ходе боевых действий в начальный период Великой Отечественной войны действительно имело место нанесение бомбовых ударов истребителями, но из-за сложности применения в дальнейшем носившее эпизодический характер. В то время термин «истребитель-бомбардировщик» — не применялся. Официально формирование структур истребительно-бомбардировочной авиации в Советском Союзе было начато выполнением директивы начальника Генерального штаба ВС СССР, от 17 мая 1957 года. Первыми самолётами ИБА стали МиГ-15бис, ранее входившие в «легкобомбардировочные» полки и дивизии.

## Реактивные истребители-бомбардировщики
Первыми сверхзвуковыми самолётами, способными одинаково эффективно вести воздушный бой и атаковать наземные цели, были истребители 3-го поколения: советский МиГ-23Б, МиГ-23БН, МиГ-27, Су-17М, американский F-4, французский «Мираж» F-1. Однако задачи истребителей-бомбардировщиков в ходе боевых действий определяются доктриной их применения в конкретных военно-воздушных силах. К примеру, во время войны во Вьетнаме американские истребители-бомбардировщики F-105 привлекались исключительно к ударам по наземным объектам, хотя в происходивших столкновениях с истребителями противника в ряде случаев одерживали победы.
То есть, в отличие от поршневых истребителей-бомбардировщиков, реактивные истребители-бомбардировщики нередко обладают характеристиками, достаточными для применения в качестве универсального боевого самолёта — действующего как против воздушного противника, так и против наземного (надводного) противника. В частности, истребитель-бомбардировщик подходит для свободной охоты как за воздушным (самолёты, вертолёты), так и за наземным (надводным) (особенно мобильным) противником, а также для нанесения точечных ударов по наземным объектам, в случаях, когда применение бомбардировщиков нецелесообразно.

## Отличия от многоцелевого истребителя
В настоящее время рядом учёных признан новый класс, называемый «многоцелевые истребители». Их отличие от истребителя-бомбардировщика было всегда очень спорным, поэтому обычно и тот и другой классифицируют одинаково. Однако между ними есть условное отличие:
- Истребитель-бомбардировщик является лучшей альтернативой фронтовому бомбардировщику, который при необходимости может воспользоваться своим второстепенным качеством — вести воздушный бой.
- Многоцелевой истребитель — это универсальный истребитель, предназначенный в первую очередь для «завоевания превосходства в воздухе», а при необходимости может наносить удары по наземным и надводным целям.

Часто термин «многоцелевые истребители» относят к самолётам пятого поколения, что нередко вызывает путаницу при классификации того или иного самолёта.

## Примеры
К истребителям-бомбардировщикам некоторые относят следующие модели самолётов:
- F/A-18E/F Super Hornet
- F-15E Strike Eagle
- Panavia Tornado
- МиГ-27
- Су-7Б
- Су-17
- МиГ-15
- СОКО J-22 Орао
- SEPECAT Jaguar
- Су-34